# Malik Williams
Malik Williams (Fort Wayne, 26 agosto 1998) è un cestista statunitense.

## Carriera
Dopo aver trascorso la carriera universitaria con i Louisville Cardinals, il 1º gennaio 2023 firma con il Włocławek, con cui vince la FIBA Europe Cup.

## Statistiche

### NBA

#### Regular Season
| Anno      | Squadra         | PG | PT | MP   | TC%  | 3P%  | TL% | RP  | AP  | PRP | SP  | PP  |
| --------- | --------------- | -- | -- | ---- | ---- | ---- | --- | --- | --- | --- | --- | --- |
| 2023-2024 | Toronto Raptors | 7  | 2  | 15,3 | 26,5 | 20,0 | 0,0 | 5,4 | 0,3 | 0,4 | 0,6 | 2,7 |
| Carriera  | Carriera        | 7  | 2  | 15,3 | 26,5 | 20,0 | 0,0 | 5,4 | 0,3 | 0,4 | 0,6 | 2,7 |

## Palmarès
- FIBA Europe Cup: 1

Włocławek: 2022-2023